# Övre Malm
Övre Malm (fi. Ylä-Malmi) är en del av Malms distrikt i Helsingfors stad. 
Stambanan skiljer Övre Malm från Nedre Malm. Övre Malm ligger på den nordvästra sidan om järnvägen.